# З любов'ю, Соня
«З любов'ю, Со́ня» («Love Sonia») — індійська кінодрама 2018 року, знята режисером Табрезом Нурані.

## Сюжет
Фільм розповідає історію молодої дівчини з сільської місцевості Індії, яка стикається з похмурою реальністю, коли її батько продає її сестру. Прагнучи повернути сестру, дівчина вирушає в небезпечну подорож, яка відкриває їй світ міжнародної торгівлі людьми, де панує работоргівля. Її прагнення будь-що-будь знайти сестру занурює її в темні куточки суспільства, де людське життя стає товаром. Мужня мандрівка Соні висвітлює не лише трагедії особистого характеру, а й порушує питання загальнонаціональної та глобальної проблеми експлуатації жінок і дітей.

## У ролях
- Мрунал Тхакур — Соня Сінгханія
- Річа Чадда — Мадхурі
- Анупам Кхер — Балдев Сінгх/Дада Тхакур
- Аділь Хусейн — Шива Сінгханія, батько Соні та Пріті
- Раджкуммар Рао — Маніш
- Сай Тамханкар — Анджалі
- Марк Дюпласс — американський емігрант
- Демі Мур — Сельма
- Манодж Баджпаї — Файзал/Бабу
- Фріда Пінто — Рашмі
- Рія Сісодія — Пріті Сінгханія
- Абхішек Бхарате — Амар Кумар, любов Соні
- Анкур Вікал — менеджер готелю
- Санні Павар — Бенг Бенг
- Кіран Ходже — матір Соні та Пріті
- Барбі Раджпут — Аша
- Аарті Манн — Джія
- Абхінав Гупта — Банті Бхай
- Нікіл Радж — Джіту

## Знімальна група
- Режисер — Табрез Нурані
- Сценарій — Алкеш Важа
- Продюсер — Девід Вомарк
- Композитор — А. Р. Рахман